# Dužica (Čajniče, BiH)
Dužica je naseljeno mjesto u općini Čajniču, Republika Srpska, BiH. Nalazi se na zapadnoj obali rijeke Batovke, sjeverno od Slatine.
Godine 1985. pripojena je naselju Slatini (Sl. list SRBiH 24/85).

## Stanovništvo
| Narod     | Popis 1961. | Popis 1971. | Popis 1981. |
| --------- | ----------- | ----------- | ----------- |
| Hrvati    |             |             |             |
| Muslimani | 98          | 75          | 55          |
| Srbi      |             |             |             |
| ostali    | 3           |             |             |
| Ukupno    | 101         | 75          | 55          |